# Akava'ine
Akava'ine é uma palavra maori das Ilhas Cook que vem, desde a década de 2000, a se referir a pessoas trans de ascendência maori das Ilhas Cook.
Pode ser um costume antigo, mas tem uma identidade contemporânea influenciada por outros polinésios, por meio da interação transcultural de polinésios que vivem na Nova Zelândia, especialmente os "Fa'afafine" samoanos, pessoas trans que ocupam um lugar especial na sociedade samoana.

## Termos e etimologia
De acordo com o dicionário Maori das Ilhas Cook (1995), 'akava'ine é o prefixo aka ("ser ou se comportar como") e va'ine ("mulher"), ou simplesmente, "se comportar como mulher" (Antónimo: 'akatāne ("agir virilmente, ou tomboyishly").
A palavra maori da Nova Zelândia Whakawahine tem um significado paralelo.
De acordo com Alexeyeff, Akava'ine é uma palavra maori das Ilhas Cook para mulheres que têm uma opinião inflada sobre si mesmas, chamam a atenção para si mesmas de maneiras que perturbam o grupo, não dão ouvidos aos conselhos dos outros ou que agem de maneira egoísta ou egoísta. maneira de promover.
Às vezes, a palavra laelae também é usada tipicamente ao implicar críticas ou ridicularização do comportamento feminino exibido por um homem, por exemplo, sendo descrito como efeminado ou homossexual. Laelae é o termo coloquial das Ilhas Cook, é semelhante aos raerae usados no Taiti.
A palavra tutuva'ine (que significa "como uma mulher") é usada com menos frequência e normalmente se refere a um cross-dresser ou a uma drag queen.
A homossexualidade é ilegal para homens nas Ilhas Cook, mas há um movimento de transgêneros nas Ilhas do Pacífico para descriminalizar os direitos LGBT.

## História
As ilhas do Pacífico têm uma longa história de integração, posições de autoridade, respeito e aceitação em relação indivíduos que variam de gênero. Após a chegada dos missionários ingleses durante o século XIX, isso rapidamente começou a mudar.
Marshall (1971:161) negou que houvesse "homossexuais" em Mangaia nas Ilhas Cook, enquanto estimava que havia dois ou três berdache "homens em Mangaia que gostam de trabalho feminino, podem ter uma figura feminina e—até certo ponto—podem vestir-se como uma mulher" (Marshall 1971:153). "Não há desaprovação social das indicações de travestismo". Os meninos e homens que ele observou que gostaram e se destacaram no trabalho das mulheres e que "são frequentemente chamados para ajudar na culinária, festas, costurar fronhas e cortar vestidos e padrões de roupas" e "não mostram nenhum desejo aparente de parceiros sexuais masculinos". Beaglehole (1938:287) também afirmou outro local nas Ilhas Cook que 
perversions, in the sense of sexual practices that take the place of sexual intercourse, are probably unknown in Pukapuka. This is without prejudice to acts or feeling attitudes that may accompany ontogenetic character development in the strict analytical sense but which, even if they occur may not properly be classed as perversions. There is no word in Pukapukan speech to indicate homosexuality, nor could informants say that it ever occurred. At present there is one youth in Yato village who is said to wakawawine (be like a woman): between 16 and 17 years old, he appears fully developed physically but has a rather effeminate high-pitched voice. He wears men's clothes. He does not stroll about the village as do other young men who congregate first in one open house, then in another, for gossip. He performs general women's work, make plaited and beaded objects, sews more than is usual for a male, and cooks. He also does a little men's work, fishing, nut gathering and husking, and sennit-making. He occasionally wrestles with other men but does not participate in most sports. Peculiarities in his behavior are noticed by fellow villagers but not commented upon openly.
 Quase duas décadas depois, Beaglehole (1957:191) não deu seguimento ao wakawawine - ou até se lembra dele - ao escrever que 
Homosexuality is an unknown practice in Aitutaki. Only two instances of berdache-like behaviors could be recalled by informants. Two adolescent boys gave up fishing and gardening in favour of women's work and acquired a high reputation in the community for their skills at housework, embroidery and mat-making. One boy ultimately married and adjusted to a man's role; the other left the island and settled elsewhere.

## Cultura contemporânea
No final dos anos 90, o termo laelae, um empréstimo dos raerae do Taiti ou Rae rae, era o termo mais comumente usado para descrever categorias de transgêneros "tradicionais" e indivíduos considerados "gays".
O uso da palavra maori "Akava'ine" para uma pessoa trans ou travesti parece ser recente, pois não há evidências disso como um papel estabelecido de gênero na sociedade maori das Ilhas Cook: ela não está documentada nos vários encontros escritos detalhados dos maori. pessoas durante a era pré-cristã, até meados do século XIX e início do século XX, embora esses relatos sejam quase todos de ocidentais e missionários que eram homofóbicos e transfóbicos. Em contraste, as pessoas trans são mencionadas nos registros de Samoa (Fa'afafine), Tahiti e Hawai'i (Māhū).
A homossexualidade é proibida nas Ilhas Cook para homens, enquanto as mulheres são livres para ter relações homossexuais.
Alguns 'akava'ine participam da confecção de tivaevae (colchas), uma atividade tradicionalmente realizada pelas mulheres da comunidade.
A Associação Te Tiare Inc (TTA) foi formalmente constituída em 30 de novembro de 2007 no Tribunal Superior de Rarotonga; uma organização criada para reunir 'akava'ine nas Ilhas Cook, para ajudar a nutri-las, fortalecê-las e educá-las para que possam ajudar a si mesmas. Em 21 de junho de 2008, houve o lançamento oficial da Te Tiare Association e o lançamento de uma parceria entre a Te Tiare Association e a Pacific Islands Aids Foundation.